# Мавакамтен
Мавакамтен (англ. Mavacamten), який продається під торговою маркою «Камзіос» — лікарський препарат, що використовується для лікування обструктивної гіпертрофічної кардіоміопатії. Мавакамтен є низькомолекулярною алостеричною сполукою та інгібітором серцевого міозину. Препарат розробила компанія «MyoKardia», дочірня компанія «Bristol-Myers Squibb». У клінічних дослідженнях мавакамтен продемонстрував значну ефективність у зниженні скоротливості міокарда, впливаючи на гіперскоротливість саркомерів, що є однією з характеристик гіпертрофічної кардіоміопатії, та пригнічуючи надмірне утворення поперечних містків актин-міозин, зміщуючи загальну популяцію міозину в бік енергозберігаючого та суперрозслабленого стану.
Мавакамтен був схвалений для медичного застосування в США у квітні 2022 року. FDA вважає його препаратом першого класу.

## Медичне використання
Мавакамтен показаний для лікування дорослих із симптоматичною обструктивною гіпертрофічною кардіоміопатією II—III класу за класифікацією NYHA.

## Побічні ефекти
Інструкція щодо призначення мавакамтену в США містить обрамлене застереження щодо серцевої недостатності. Мавакамтен знижує фракцію викиду лівого шлуночка, і може спричинити серцеву недостатність через систолічну дисфункцію.

## Історія
FDA надало мавакамтену статус орфанного препарату.

## Суспільство та культура

### Правовий статус
26 квітня 2023 року комітет з лікарських засобів для людини Європейського агентства з лікарських засобів ухвалив позитивний висновок, рекомендуючи видати дозвіл на маркетинг лікарського засобу «Камзіос», призначеного для лікування симптоматичної обструктивної гіпертрофічної кардіоміопатії. Заявником на цей лікарський засіб є «Bristol-Myers Squibb Pharma EEIG». У червні 2023 року Європейська комісія схвалила мавакамтен.
Мавакамтен схвалений для використання в США, Канаді, Австралії, Південній Кореї, Сінгапурі, Швейцарії, Бразилії та Макао.

## Назва
Мавакамтен — це міжнародна непатентована назва.